# Мосолов, Фёдор Иванович
Фёдор Ива́нович Мосоло́в (1771—1844) — генерал-майор русской императорской армии, участник Русско-австро-французской и Русско-турецкой войн, Отечественной войны 1812 года, командир 2-й бригады 3-й кирасирской дивизии.

## Биография
Родился 9 (20) февраля 1771 года в дворянской семье Мосоловых. Отец — Иван Алексеевич Мосолов (17.01.1733—20.11.1789), капитан, сын тульского оружейника и мануфактурщика Алексея Перфильевича Мосолова; заводчик и содержатель медных и железных заводов; помещик сёл Сапчаково и Путятино Сапожковского уезда Рязанской губернии.
Мать — Мария Алексеевна Хотяинцева (15.03.1749—11.01.1808), дочь Алексея Хотяинцева и Екатерины Марковны, урождённой Лобковой (1726—1796). Совладелица Каноникольского завода на Урале.
В 1775 году, по обычаю того времени, был записан капралом в Преображенский лейб-гвардии полк, впоследствии переписан в Измайловский лейб-гвардии полк. Чин прапорщика получил 12 января 1795 года, в 1801 году получил чин капитана. В 1802 году перевёлся командиром эскадрона в Стародубовский драгунский полк. Получил чин подполковника. Во время кампании 1805 года (русско-австро-французская война 1805) Мосолов вместе с полком был направлен на усиление армии М. И. Кутузова, но прибыл только после окончания битвы.
Во время Русско-турецкой войны в 1806 году в ноябре 1806 года Стародубовский полк первым вступил в Бендеры, а уже в декабре участвовал в осаде крепости Измаил. Зима следующего 1807 года была проведена в отпоре постоянных попыток осаждённых турок отбросить от стен крепости русские войска. 12 декабря 1807 года Мосолову был пожалован чин полковника. Орден Святой Анны 3-й степени был пожалован за бой при Куньей, в котором эскадрон под командованием Мосолова захватил знамя противника. Последующие годы войны были проведены в боях, в которых Мосолов разгромил крупный отряд турецких войск в районе между Калипетра и Капанлы. За этот бой полковник Мосолов был удостоен ордена Святого Владимира 4-й степени с бантом. Проявил себя в бою под Татарицей, за что удостоенордена Святой Анны 2-й степени.
В Отечественную войну 1812 года полковник Мосолов продолжил командование Стародубовским драгунским полком, который в составе 15-й бригады 5-й кавалерийской дивизии входил в кавалерийский корпус К. О. Ламберта 3-й Резервной Обсервационной армии. С 18 сентября 1812 года армия переименована в 3-ю Западную (после объединения с Дунайской армией). Принимал участие в сражениях: под Кобриным, при Слониме и на Березине. С 17 декабря 1812 года полк Мосолова переименован в Стародубовский кирасирский полк. Во время сражения под Борисовым ранен пулей в левую ногу выше колена и в полк вернулся только весной 1813 года. Продолжил командование полком, за сражения при Лютцене и при Бауцене награждён орденом Святого Владимира 3-й степени.
В июле 1813 года назначен командиром Новгородского кирасирского полка. «За проявленную распорядительность и умелое командование» 15 сентября 1813 года пожалован в генерал-майоры. В дальнейшем со своим полком прошёл весь путь до Парижа и участвовал в битве под Лейпцигом, блокаде Бельфора, сражениях при Шато-Бриенне, Мальмезоне, Арси-сюр-Обе, под Парижем.
По окончании войны назначен командиром 2-й бригады 3-й кирасирской дивизии. В октябре 1817 года назначен состоять при начальнике 3-й драгунской дивизии, а в июне 1820 года — при начальнике 2-й драгунской дивизии. Председательствовал в комиссии по борьбе с холерой в Москве.
26 ноября 1826 года «за выслугу беспорочно от вступления в обер-офицерский чин 25 лет» награждён орденом Святого Георгия 4-го класса.
В 1834 году вышел в отставку и проживал в Петербурге. Умер 23 июля (4 августа) 1844 года; источники также указывают дату 24 июля и 25 июля. Похоронен на Смоленском православном кладбище.

## Семья
Мосолов женился очень поздно: в 1839 году О. А. Жеребцова сосватала ему свою внучку — Ольгу Николаевну Бороздину (27.06.1807—25.08.1871), фрейлину двора и дочь генерал-адъютанта Н. М. Бороздина. По словам современницы, она «была нехороша собой, глуповата, но очень добра». «Свадьба Бороздиной была прекурьезная, — сообщал император Николай I сыну, — так что от смеха мудрено было удержаться; ты её знаешь, муженек же в 60 лет ежели не более, глуп, толст, хил, то есть похож на чучелу. Свадьба была по-обычному, потом я поехал к ним в дом, где все прошло как могло». Брак оказался неудачным, Мосолов «очень дурно обходился с женой и по высочайшему повелению их разлучили, приказав ему выдавать жене ежегодно 25 тысяч ассигнациями». Жена умерла в Петербурге «от удара вследствие размягчения мозга» и была похоронена в Сергиева Приморской пустыни.